# Mithapur
Mithapur é uma vila no distrito de Jamnagar, no estado indiano de Gujarat.

## Geografia
Mithapur está localizada a 22° 38′ N, 72° 08′ L. Tem uma altitude média de 7 metros (22 pés).

## Demografia
Segundo o censo de 2001, Mithapur tinha uma população de 13 558 habitantes. Os indivíduos do sexo masculino constituem 52% da população e os do sexo feminino 48%. Mithapur tem uma taxa de literacia de 78%, superior à média nacional de 59,5%: a literacia no sexo masculino é de 85% e no sexo feminino é de 71%. Em Mithapur, 9% da população está abaixo dos 6 anos de idade.